# Zofia Zamenhof
Zofia Zamenhof (13. prosince 1889 – 1942 Treblinka) byla polská pediatrička, internistka a esperantistka židovského původu, dcera Ludvíka Zamenhofa (1859-1917) a Klary Zamenhof (1863-1924). Její sestra byla Lidia Zamenhof (1904- 1942) a bratr Adam Zamenhof (1888-1940).
Studovala na univerzitě v Lausanne. Během druhé světové války byla přesídlena do varšavského ghetta, kde pokračovala v práci lékaře. Během velké vyhošťovací akce v srpnu 1942 odešla na Umschlagplatz. I když, jako lékař, měla příležitost odejít, nechtěla opustit své mladé pacienty a spolu s nimi šla do vyhlazovacího tábora Treblinka, kde zemřela v plynové komoře.
Její symbolický hrob (pamětní deska u hrobu Klary Zamenhof) je na židovském hřbitově ve Varšavě.